# Boulevard der Stars
Boulevard der Stars er et mindesmærke i nærheden af Potsdamer Platz i Berlin. Boulevard der Stars indgår i midterrabatten af den dobbeltsporede Potsdamer Straße frem til Ben-Gurion-Straße og inddrager også enkelte bygninger på begge sider. Boulevarden er inspireret af Walk of Fame i Los Angeles og er en hyldest til prominente mennesker, der har fremmet tysksproget film og tv. Grundstenen blev lagt den 5. februar 2010 i forbindelse med Berlinalen. Den 12. februar kom den første stjerne til, til ære for Marlene Dietrich. Da boulevarden officielt åbnede den 10. september 2010, havde den fået endnu 39 stjerner.

## Historie
Filmhistorikeren Gero Gandert fik ideen til Boulevard der Stars i år 2002. Den første konkurrence om indretning af mindesmærket slog fejl på grund af lokale omstændigheder. Efterfølgende blev projektets rammer modificeret og Berlins senat udskrev en konkurrence, som arkitektfirmaet Graft og designbureauet ART+COM vandt.
Projektet havde et budget på omkring en million euro, der primært stammede fra EUs erhvervsstøtte. Vedligeholdelse af boulevarden varetages af "Boulevard der Stars GmbH", som får sine indtægter fra donationer.
I Stadtentwicklungsplan Verkehr 2003 var det planlagt at Potsdamer Straße skulle have sporvognstrace, så Boulevard der Stars var en midlertidig udsmykning.
I 2013 fik Boulevard der Stars voldsom kritik for tilsmudsning og grimhed („Der "Boulevard der Stars" ist ein Panoptikum der Schäbigkeit. Ein unansehnliches, ungepflegtes Stück Mittelstreifen, das man freiwillig nur betritt, um schnell auf die andere Straßenseite zu gelangen. Wenn dieser Boulevard Werbung ist, dann bloß für konkurrierende Filmstandorte.“)
Det var planlagt at 10 nye stjerner skulle indvies i september 2013, men i august blev det offentliggjort at boulevarden skulle have ny belægning, så efter renovering genåbnede boulevarden den 4. september 2014, og 20 nye stjerner blev indviet (10 for 2013 og 10 for 2014).

## Indretning
Boulevard of Stars er dækket af en "rød løber" af farvet asfalt. De enkelte stjerner er af poleret bronze og overfladen er i niveau med asfalten; på hver stjerne fremgår navn, erhverv, fødsels- og evt. dødsdato samt den hædrede persons underskrift. Der er opstillet "Peppers spøgelse"-kameraer, som ved hjælp af et spejltrick gør det muligt for besøgende at blive fotograferet sammen med berømthederne. Hver stjerne oplyses om aftenen af en lille lyskaster.

## Personer med stjerner
| Navn                     | Erhverv                           | Dato for stjerne   |
| ------------------------ | --------------------------------- | ------------------ |
| Ken Adam                 | scenebygger                       | 3. september 2012  |
| Mario Adorf              | skuespiller                       | 10. september 2010 |
| Fatih Akın               | regissør                          | 12. april 2011     |
| Hans Albers              | skuespiller                       | 3. september 2012  |
| Michael Ballhaus         | kameramand                        | 10. september 2010 |
| Barbara Baum             | kostumier                         | 10. september 2010 |
| Senta Berger             | skuespillerinde                   | 12. april 2011     |
| Frank Beyer              | regissør                          | 12. april 2011     |
| Artur Brauner            | producent                         | 10. september 2010 |
| Heinrich Breloer         | forfatter/regissør                | 3. september 2012  |
| Daniel Brühl             | skuespiller                       | 4. september 2014  |
| Vicco von Bülow          | skuespiller/regissør              | 10. september 2010 |
| Marlene Dietrich         | skuespillerinde                   | 12. februar 2010   |
| Doris Dörrie             | regissør/producent                | 10. september 2010 |
| Klaus Doldinger          | komponist                         | 10. september 2010 |
| Angelica Domröse         | skuespillerinde                   | 10. september 2010 |
| Andreas Dresen           | filmregissør                      | 4. september 2014  |
| Bernd Eichinger          | producent                         | 12. april 2011     |
| Hannelore Elsner         | skuespillerinde/stemmeskuespiller | 4. september 2014  |
| Anke Engelke             | skuespillerinde/oplægsholder      | 12. april 2011     |
| Rainer Werner Fassbinder | regissør                          | 10. september 2010 |
| Eberhard Fechner         | regissør                          | 12. april 2011     |
| Karl Freund              | kameramand                        | 3. september 2012  |
| Bruno Ganz               | skuespiller                       | 10. september 2010 |
| Martina Gedeck           | skuespillerinde                   | 12. april 2011     |
| Götz George              | skuespiller                       | 10. september 2010 |
| Kurt Gerron              | skuespiller/sanger/regissør       | 4. september 2014  |
| Thomas Gottschalk        | oplægsholder/skuespiller          | 3. september 2012  |
| Dominik Graf             | regissør                          | 10. september 2010 |
| Egon Günther             | filmregissør                      | 4. september 2014  |
| Helga Hahnemann          | skuespillerinde                   | 10. september 2010 |
| Thea von Harbou          | drejebogsforfatter                | 4. september 2014  |
| Corinna Harfouch         | skuespillerinde                   | 10. september 2010 |
| Reinhard Hauff           | regissør                          | 3. september 2012  |
| Michael Herbig           | skuespiller/regissør/producent    | 3. september 2012  |
| Werner Herzog            | regissør/producent                | 10. september 2010 |
| Werner Richard Heymann   | komponist                         | 3. september 2012  |
| Jutta Hoffmann           | skuespillerinde                   | 12. april 2011     |
| Hannelore Hoger          | skuespillerinde                   | 3. september 2012  |
| Nina Hoss                | skuespillerinde                   | 3. september 2012  |
| Carl-Franz Hutterer      | kameramand                        | 3. september 2012  |
| Emil Jannings            | skuespiller                       | 12. april 2011     |
| Judith Kaufmann          | kameramand                        | 4. september 2014  |
| Helmut Käutner           | skuespiller/regissør              | 4. september 2014  |
| Klaus Kinski             | skuespiller                       | 12. april 2011     |
| Alexander Kluge          | regissør/producent                | 10. september 2010 |
| Hildegard Knef           | skuespillerinde                   | 10. september 2010 |
| Wolfgang Kohlhaase       | drejebogsforfatter                | 10. september 2010 |
| Siegfried Kracauer       | filmvidenskabsmand                | 12. april 2011     |
| Hardy Krüger             | skuespiller                       | 4. september 2014  |
| Diane Kruger             | skuespillerinde                   | 4. september 2014  |
| Hans-Joachim Kulenkampff | oplægsholder/skuespiller          | 10. september 2010 |
| Gerhard Lamprecht        | regissør                          | 3. september 2012  |
| Fritz Lang               | regissør                          | 10. september 2010 |
| Ruth Leuwerik            | skuespillerinde                   | 10. september 2010 |
| Ernst Lubitsch           | regissør/skuespiller              | 12. april 2011     |
| Carl Mayer               | drejebogsforfatter                | 10. september 2010 |
| Wolfgang Menge           | drejebogsforfatter                | 10. september 2010 |
| Heike Merker             | maskemager                        | 4. september 2014  |
| Claudia Michelsen        | skuespillerinde                   | 4. september 2014  |
| Brigitte Mira            | skuespillerinde                   | 3. september 2012  |
| Helke Misselwitz         | regissør                          | 4. september 2014  |
| Armin Mueller-Stahl      | skuespiller                       | 10. september 2010 |
| Ulrich Mühe              | skuespiller                       | 12. april 2011     |
| Friedrich Wilhelm Murnau | regissør                          | 3. september 2012  |
| Asta Nielsen             | skuespillerinde                   | 10. september 2010 |
| Max Ophüls               | regissør                          | 10. september 2010 |
| Georg Wilhelm Pabst      | regissør                          | 4. september 2014  |
| Wolfgang Petersen        | regissør                          | 10. september 2010 |
| Erich Pommer             | producent                         | 12. april 2011     |
| Peter Przygodda          | cutter                            | 10. september 2010 |
| Liselotte Pulver         | skuespillerinde                   | 12. april 2011     |
| Luise Rainer             | skuespillerinde                   | 5. september 2011  |
| Lotte Reiniger           | silhuet-animationsfilmer          | 4. september 2014  |
| Edgar Reitz              | regissør/producent                | 10. september 2010 |
| Günter Rohrbach          | producent                         | 10. september 2010 |
| Gernot Roll              | kameramand                        | 4. september 2014  |
| Otto Sander              | skuespiller/stemmeskuespiller     | 4. september 2014  |
| Volker Schlöndorff       | regissør                          | 3. september 2012  |
| Jan Schlubach            | scenebygger                       | 10. september 2010 |
| Romy Schneider           | skuespillerinde                   | 10. september 2010 |
| Werner Schroeter         | regissør                          | 12. april 2011     |
| Til Schweiger            | skuespiller/regissør/producent    | 12. april 2011     |
| Hanna Schygulla          | skuespillerinde                   | 10. september 2010 |
| Max Skladanowsky         | filmteknikpioner                  | 10. september 2010 |
| Wolfgang Staudte         | regissør                          | 12. april 2011     |
| Barbara Sukowa           | skuespillerinde/sangerinde        | 4. september 2014  |
| Katharina Thalbach       | skuespillerinde/regissør          | 3. september 2012  |
| Ruth Toma                | drejebogsforfatter                | 3. september 2012  |
| Georg Stefan Troller     | regissør                          | 10. september 2010 |
| Margarethe von Trotta    | skuespillerinde/regissør          | 10. september 2010 |
| Ulrich Tukur             | skuespiller                       | 3. september 2012  |
| Tom Tykwer               | regissør/filmproducent            | 4. september 2014  |
| Jost Vacano              | kameramand                        | 12. april 2011     |
| Karl Valentin            | skuespiller/regissør              | 3. september 2012  |
| Christoph Waltz          | skuespiller                       | 4. september 2014  |
| Wim Wenders              | regissør                          | 10. september 2010 |
| Billy Wilder             | regissør/drejebogsforfatter       | 10. september 2010 |
| Konrad Wolf              | regissør                          | 10. september 2010 |
| Regina Ziegler           | producent                         | 3. september 2012  |
| Hans Zimmer              | komponist                         | 12. april 2011     |

## Links
- Officiel website